# Ulrich Stanciu
Ulrich Stanciu (* 21. November 1947) ist ein deutscher Journalist und Buchautor und gilt als einer der Väter des Mountainbike-Sports in Europa. In den 1980er Jahren war er Chefredakteur der Sportzeitschrift surf, einem der führenden deutschsprachigen Titel zum Thema Windsurfen. 1989 gründete er die Mountainbike-Zeitschrift Bike-Magazin, deren Herausgeber er heute noch ist. 1997 konzipierte und organisierte er erstmals ein Mountainbike-Rennen quer über die Alpen von Deutschland nach Italien, das als Bike Transalp heute eines der bedeutendsten Rennen der Welt ist.

## Biografie
Ulrich Stanciu begann zunächst ein Jurastudium, das er abbrach, um die Deutsche Journalistenschule in München zu besuchen. Hier spezialisierte er sich Anfang der 1970er Jahre auf die optische Darstellung von Inhalten. 1975 begann Stanciu, die Special-Interest-Zeitschrift Windsurfing Magazin von Peter Brockhaus, Importeur des niederländischen Windsurfer-Herstellers Ten Cate, mitzugestalten.
1977 gründete Stanciu im Delius Klasing Verlag das surf-Magazin als Konkurrenz für das Windsurfing Magazin. Ein Jahr später kaufte der Delius-Klasing-Verlag Peter Brockhaus sein Fachblatt ab und integrierte es in surf, das bis 1984 mit einer Auflage von 104.000 verkauften Exemplaren zum Top Seller des Verlags wurde. 1985 sah Stanciu als deren Chef-Redakteur beim Surf-Weltcup auf Sylt einen Schweizer Profi mit einem der ersten Mountainbikes (noch mit Trommelbremsen), so entstand die Idee für das 1989 von ihm gegründete Bike-Magazin, das sich zur größten Fahrradzeitschrift Europas entwickelte. Bis heute ist er Herausgeber des Magazins.
1990 war er Pionier der Transalp-Idee. Im selben Jahr zur gleichen Zeit wie Andi Heckmair, Ende Juli 1990, fuhr Stanciu mit Michael Conrad und Christian Roschmann von Mittenwald auf 300 km und 7.000 hm nach Bozen. Seither ist er über 50 komplette Alpenüberquerungen gefahren, deren Streckendaten er mit GPS und Roadbook aufzeichnete. Mittels lokaler Teilrecherchen komplettierte er sein Transalp-Netzwerk als Basis für seine Sachbücher über Alpenüberquerungen mit dem Mountainbike.
1994 gründete Ulrich Stanciu das Bike-Festival Garda Trentino, 1997 hatte er die Idee zur Bike Transalp, dem härtesten und heute bedeutendsten Mountainbike-Rennen der Welt. Zunächst hatte Stanciu es als Non-Stop-Orientierungsrennen ohne Etappenziele ausgeschrieben, da er sich nicht vorstellen konnte, eine behördliche Genehmigung zu erhalten. Die unerwartet hohe Zahl von Anmeldungen bis hin zum Extremsportler Hubert Schwarz motivierte ihn, das Rennen innerhalb von wenigen Wochen zum Etappenrennen umzukonzipieren. Bis 2012 blieb Stanciu Renndirektor des Etappenrennens. 1998 initiierte er die erste Ausgabe des Bike-Festival Willingen im Sauerland, das sich unter seiner Verantwortung zum größten Mountainbike-Festival Europas entwickelte. 2003 gründete er die Tour Transalp, den ersten Etappen-Marathon über die Alpen für Rennradfahrer. Seine nächste Idee war die „Bike Trans Germany“, die er 2007 als Renndirektor über acht Etappen mit insgesamt 836 km und 18.000 Höhenmetern unter dem Motto „Von West nach Ost“ führte. 2012 wurde das jeweils im Juni stattfindende Rennen in Bike Four Peaks umbenannt.
Am Passo Rocchetta auf dem Weg zum Tremalzopass befindet sich seit dem 1. Mai 2014 ein Gedenkstein. Die in italienisch, deutsch und englisch beschriftete Gedenktafel erinnert an die ersten MTB-Tests von Ulrich Stanciu im Rahmen der Erstausgabe des bike-Magazins.
Im August 2015 wurde Ulrich Stanciu in die „Mountainbike Hall of Fame“ aufgenommen.

## Veröffentlichungen
- Traumtouren Transalp: 20 neue Alpenüberquerungen mit dem Mountainbike Delius Klasing, 2012. Neueste Ausgabe: 2013. 2. Auflage. ISBN 978-3-7688-3464-3.
- Alles über's Mountainbike: Kaufberatung Technikübersicht Reparaturhilfe Fahrtechnik Tourentipps Delius Klasing, 2005. Neueste Ausgabe: 2007. 2. Auflage. ISBN 978-3-7688-1652-6.
- Region Großglockner Delius Klasing 2003, ISBN 978-3-7688-1453-9.
- Bike-Traumtouren – Dolomiten Süd Delius Klasing, 2002, ISBN 978-3-7688-1371-6.
- Traumtouren Transalp. Die schönsten Alpenüberquerungen mit dem Mountainbike Delius Klasing, 2001. Neueste Ausgabe: 2010. 12. Auflage. ISBN 978-3-7688-1270-2.
- Bike Downhill Delius Klasing, 2000, ISBN 978-3-7688-0882-8.
- Alles übers Mountainbike Delius Klasing, 1999, ISBN 978-3-7688-0678-7.
- Tiefschneefahren: Für Einsteiger und Fortgeschrittene Ullstein, 1998. 2. Auflage. ISBN 978-3-548-27626-7.
- Bike Fahrtechnik Delius Klasing, 1996, ISBN 978-3-7688-0720-3.
- Windsurfing lernen in 10 Stunden Delius Klasing, 1994, ISBN 978-3-7688-0581-0.
- Der neue Stil (Windsurfing) Delius Klasing, 1993, ISBN 978-3-7688-0497-4.
- Speed Delius Klasing, 1989, ISBN 978-3-7688-0541-4.
- Die besten Surfer der Welt Delius Klasing, 1986, ISBN 978-3-7688-0439-4.
- Tiefschneefahren für Anfänger und Fortgeschrittene Nymphenburger Verlag 1985, ISBN 978-3-485-01624-7.
- Windsurfing Rowohlt, Hamburg 1979, ISBN 978-3-7688-0720-3.